# خيسوس رويدا (ملحن)
خيسوس رويدا (بالإسبانية: Jesús Rueda Azcuaga)‏ هو ملحن إسباني، ولد في 30 مايو 1961.

## وصلات خارجية
- خيسوس رويدا على موقع ميوزك برينز (الإنجليزية)
- خيسوس رويدا على موقع أول ميوزيك (الإنجليزية)
- خيسوس رويدا على موقع ديسكوغز (الإنجليزية)